# Henryk Rutkowski (polityk)

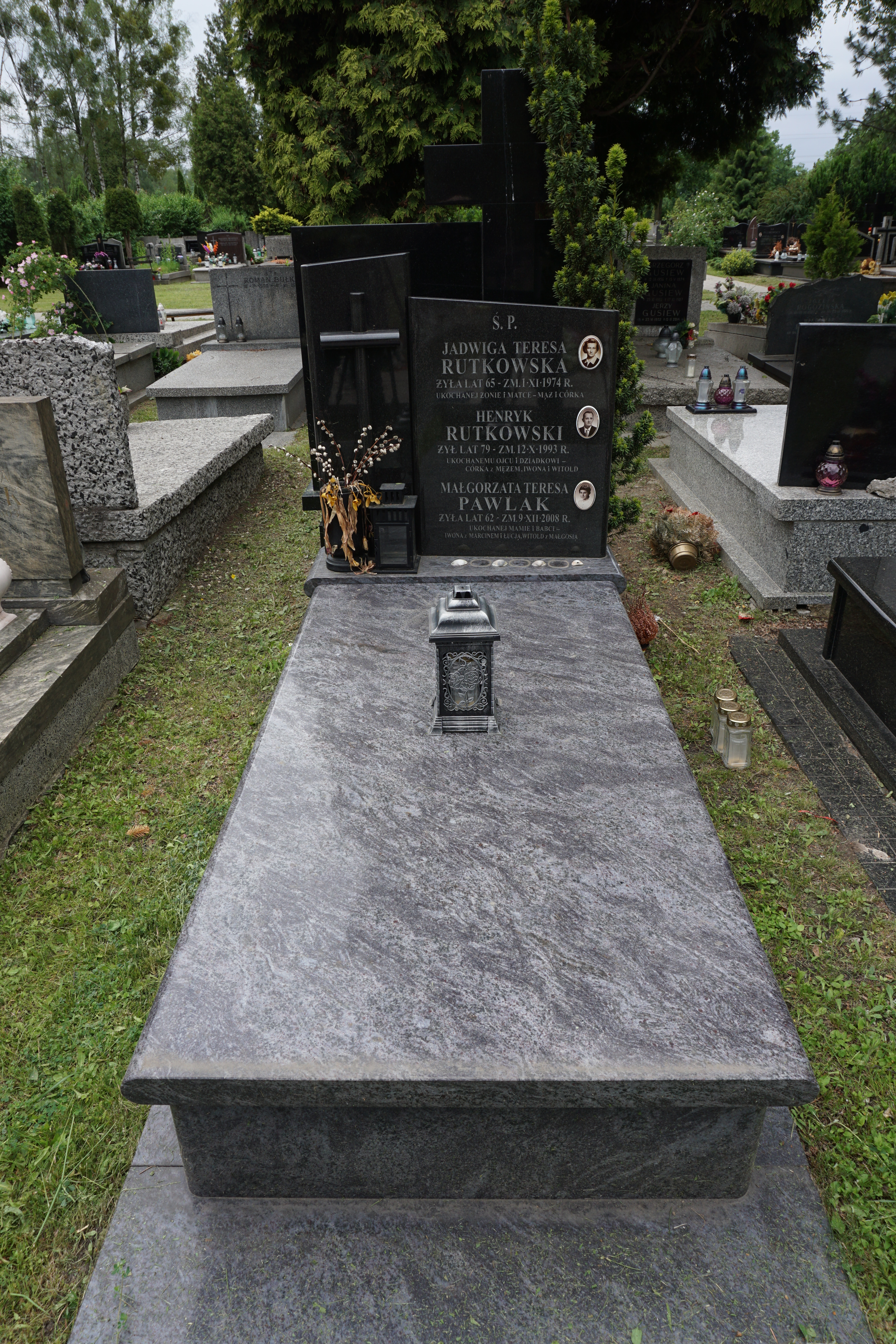
Grób Henryka Rutkowskiego na cmentarzu Komunalnym Północnym

Henryk Rutkowski (ur. 18 czerwca 1914 w Warszawie, zm. 12 października 1993) – polski ślusarz, racjonalizator, poseł na Sejm PRL IV i V kadencji.

## Życiorys
Uzyskał wykształcenie średnie niepełne, z zawodu ślusarz mechanik. W 1948 wstąpił do Polskiej Zjednoczonej Partii Robotniczej. Długoletni pracownik Fabryki Wyrobów Precyzyjnych im. Karola Świerczewskiego (był nadmistrzem i starszym mistrzem w wydziale remontowym). Specjalizował się w obsłudze obrabiarek. Racjonalizator, złożył ponad 80 samodzielnych wniosków racjonalizatorskich. 
Radny Rady Narodowej miasta stołecznego Warszawy. W 1965 i 1969 uzyskiwał mandat posła na Sejm PRL w okręgu Warszawa-Wola. Przez dwie kadencje zasiadał w Komisji Handlu Wewnętrznego oraz w Komisji Przemysłu Ciężkiego, Chemicznego i Górnictwa.
Pochowany na cmentarzu Komunalnym Północnym w Warszawie.

## Odznaczenia
- Srebrny Krzyż Zasługi[2]
- Medal 10-lecia Polski Ludowej
- Odznaka 1000-lecia Państwa Polskiego